# Leptobrachium sylheticum
Leptobrachium sylheticum — вид жаб родини азійських часничниць (Megophryidae). Описаний у 2021 році.

## Поширення
Ендемік Бангладеш. Відомий лише у типовому місцезнаходженні — Національний парк Лавачара в окрузі Маулвібазар регіону Сілет на північному сході країни.

## Опис
Голова відносно тіла непропорційно велика, очі великі, булькаті, райдужка очей — яскраво-червона. Забарвлення тіла сіре. Відрізняється від інших представників роду яскраво-червоними цятками на нижній щелепі.